# Jerzy Gołaczyński
Jerzy Michał Gołaczyński (ur. 16 listopada 1935 w Warszawie) – polski polityk, działacz partyjny w okresie Polskiej Rzeczypospolitej Ludowej, wicewojewoda i wojewoda jeleniogórskiego (1983–1986), poseł na Sejm PRL VIII i X kadencji (1980–1985, 1989–1991), ostatni I sekretarz KW PZPR w Jeleniej Górze.

## Życiorys
Ukończył w 1972 studia na Wydziale Filozoficzno-Historycznym Uniwersytetu Wrocławskiego, uzyskując tytuł zawodowy magistra pedagogiki. W 1959 został zatrudniony Związku Młodzieży Wiejskiej, gdzie pełnił funkcję przewodniczącego Zarządu Powiatowego ZMW w Lubaniu. W okresie 1964–1973 był dyrektorem tamtejszego Międzyzakładowego Domu Kultury. W 1973 przeszedł do pracy w administracji państwowej, został kierownikiem wydziału prezydialnego i dyrektorem biura Powiatowej Rady Narodowej w Lubaniu, a także dyrektorem biura Wojewódzkiej Rady Narodowej w Jeleniej Górze. W okresie 1978–1981 był prezesem Wojewódzkiej Spółdzielni Mieszkaniowej w Jeleniej Górze. W 1981 został powołany na stanowisko wicewojewody jeleniogórskiego, a od 1983 do 1986 pełnił funkcję wojewody.
Od 1959 do rozwiązania pozostawał członkiem Polskiej Zjednoczonej Partii Robotniczej. W latach 1961–1965 był radnym PRN w Lubaniu, w latach 1976–1978 pełnił funkcję przewodniczącego WRN w Jeleniej Górze, po czym przez kolejne dwa lata sekretarza komitetu wojewódzkiego Frontu Jedności Narodu. W 1986 został I sekretarzem Komitetu Wojewódzkiego PZPR w Jeleniej Górze, pełnił tę funkcję aż do rozwiązania partii w 1990. Delegat na IX i X Zjazd PZPR.
W 1980 i 1989 uzyskiwał mandat posła na Sejm VIII i X kadencji. W trakcie VIII kadencji przewodniczył Komisji Nadzwyczajnej do rozpatrzenia projektu ustawy o spółdzielniach i ich związkach, a w trakcie X kadencji Komisji Obrony Narodowej, na jej koniec należał do Parlamentarnego Klubu Lewicy Demokratycznej. Przewodniczył delegacjom Parlamentu RP do Zgromadzenia Północnoatlantyckiego, nie ubiegał się o reelekcję.
W III Rzeczypospolitej wycofał się z polityki. Do czasu przejścia na emeryturę był m.in. dyrektorem oddziału Banku Zachodniego. Został wiceprezesem zarządu Jeleniogórskiego Okręgowego Związku Żeglarskiego oraz honorowym prezesem Towarzystwa Przyjaciół Jeleniej Góry.

## Odznaczenia
- Krzyż Oficerski Orderu Odrodzenia Polski (1984)
- Złoty Krzyż Zasługi (1974)
- Medal 40-lecia Polski Ludowej
- Medal 30-lecia Polski Ludowej
- Medal Komisji Edukacji Narodowej (1980)
- Medal „Za zasługi dla obronności kraju”
- Srebrna Odznaka im. Janka Krasickiego[4]